# Mistrzostwa Świata w Narciarstwie Dowolnym i Snowboardingu 2021 – drużynowy snowcross
Rywalizacja drużyn mieszanych w konkurencji snowcross podczas mistrzostw świata w Idre Fjäll została rozegrana na trasie o nazwie Idre Fjäll 12 lutego o 12:30. Złoty medal wywalczyli Australijczycy: Belle Brockhoff i Jarryd Hughes, którzy wyprzedzili drugich na mecie Włochów w składzie Michela Moioli i Lorenzo Sommariva oraz trzecich Francuzów: Julia Pereira de Sousa-Mabileau, Léo Le Blé Jaques.

## Drużyny
W rywalizacji udział wzięło 16 drużyn w następujących składach:
| Bib | Reprezentacja                   | Zawodniczka                     | Zawodnik          |
| --- | ------------------------------- | ------------------------------- | ----------------- |
| 1   | Włochy 1                        | Michela Moioli                  | Lorenzo Sommariva |
| 2   | Stany Zjednoczone 1             | Faye Gulini                     | Hagen Kearney     |
| 3   | Austria 1                       | Pia Zerkhold                    | Jakob Dusek       |
| 4   | Włochy 2                        | Raffaella Brutto                | Omar Visintin     |
| 5   | Kanada 1                        | Meryeta O’Dine                  | Éliot Grondin     |
| 6   | Francja 1                       | Chloé Trespeuch                 | Merlin Surget     |
| 7   | Australia 1                     | Belle Brockhoff                 | Jarryd Hughes     |
| 8   | Francja 2                       | Julia Pereira de Sousa-Mabileau | Léo Le Blé Jaques |
| 9   | Stany Zjednoczone 2             | Stacey Gaskill                  | Alex Deibold      |
| 10  | Szwajcaria 1                    | Lara Casanova                   | Kalle Koblet      |
| 11  | Niemcy 1                        | Jana Fischer                    | Martin Nörl       |
| 12  | Szwajcaria 2                    | Aline Albrecht                  | Nick Watter       |
| 13  | Kanada 2                        | Zoe Bergermann                  | Liam Moffatt      |
| 14  | Czechy 1                        | Eva Samková                     | Jan Kubičík       |
| 15  | Rosyjska Federacja Narciarska 1 | Kristina Paul                   | Danił Dilman      |
| 16  | Rosyjska Federacja Narciarska 2 | Julija Laptewa                  | Andriej Anisimow  |

## Wyniki
Opracowano na podstawie materiału źródłowego:

### Ćwierćfinały
| Miejsce | Bib | Reprezentacja                   | Uwagi |
| ------- | --- | ------------------------------- | ----- |
| 1.      | 1   | Włochy 1                        | Q     |
| 2.      | 8   | Francja 2                       | Q     |
| 3.      | 9   | Stany Zjednoczone 2             |       |
| 4.      | 16  | Rosyjska Federacja Narciarska 2 |       |

| Miejsce | Bib | Reprezentacja | Uwagi |
| ------- | --- | ------------- | ----- |
| 1.      | 14  | Czechy 1      | Q     |
| 2.      | 3   | Austria 1     | Q     |
| 3.      | 6   | Francja 1     |       |
|         | 11  | Niemcy 1      | DNS   |

| Miejsce | Bib | Reprezentacja | Uwagi |
| ------- | --- | ------------- | ----- |
| 1.      | 4   | Włochy 2      | Q     |
| 2.      | 13  | Kanada 2      | Q     |
| 3.      | 12  | Szwajcaria 2  |       |
| 4.      | 5   | Kanada 1      |       |

| Miejsce | Bib | Reprezentacja                   | Uwagi |
| ------- | --- | ------------------------------- | ----- |
| 1.      | 2   | Stany Zjednoczone 1             | Q     |
| 2.      | 7   | Australia 1                     | Q     |
| 3.      | 10  | Szwajcaria 1                    |       |
| 4.      | 15  | Rosyjska Federacja Narciarska 1 |       |

### Półfinały
| Miejsce | Bib | Reprezentacja | Uwagi |
| ------- | --- | ------------- | ----- |
| 1.      | 1   | Włochy 1      | Q     |
| 2.      | 8   | Francja 2     | Q     |
| 3.      | 4   | Włochy 2      |       |
| 4.      | 13  | Kanada 2      |       |

| Miejsce | Bib | Reprezentacja       | Uwagi |
| ------- | --- | ------------------- | ----- |
| 1.      | 7   | Australia 1         | Q     |
| 2.      | 2   | Stany Zjednoczone 1 | Q     |
| 3.      | 14  | Czechy 1            |       |
| 4.      | 3   | Austria 1           |       |

### Finały

#### Mały finał
| Miejsce | Bib | Reprezentacja | Uwagi |
| ------- | --- | ------------- | ----- |
| 5.      | 14  | Czechy 1      |       |
| 6.      | 4   | Włochy 2      |       |
| 7.      | 3   | Austria 1     | DNF   |
| 8.      | 13  | Kanada 2      | DNF   |

#### Duży finał
| Miejsce | Bib | Reprezentacja       | Uwagi |
| ------- | --- | ------------------- | ----- |
|         | 7   | Australia 1         |       |
|         | 1   | Włochy 1            |       |
|         | 8   | Francja 2           |       |
| 4.      | 2   | Stany Zjednoczone 1 |       |